# Anna Brzozowska-Wydmuch
Anna Brzozowska-Wydmuch (ur. 29 marca 1953 w Warszawie, zm. 28 maja 2023 tamże) – polska dziennikarka, dyrektorka Instytutu Polskiego w Düsseldorfie.

## Życiorys
Z wykształcenia germanistka. Jako dziennikarka publikowała w prasie kobiecej. Była redaktorką naczelną „Kobiety i Życia”, „Pani” oraz Wydawnictwa Czytelnik. W 2005 objęła stanowisko dyrektorki Instytutu Polskiego w Düsseldorfie. Była ekspertką do spraw kultury w gabinecie Prezydenta Bronisława Komorowskiego.
Córka Franciszka i Marii. Jej mężem był Marek Wydmuch.